# Zoopage pachyblasta
Zoopage pachyblasta är en svampart som beskrevs av Drechsler 1947. Zoopage pachyblasta ingår i släktet Zoopage och familjen Zoopagaceae.   Inga underarter finns listade i Catalogue of Life.